# Rio de Moinhos (Abrantes)
Pour les articles homonymes, voir Rio de Moinhos.
 (octobre 2012).
Si vous disposez d'ouvrages ou d'articles de référence ou si vous connaissez des sites web de qualité traitant du thème abordé ici, merci de compléter l'article en donnant les références utiles à sa vérifiabilité et en les liant à la section « Notes et références ».

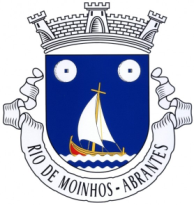
Blason de Rio de Moinhos

Rio de Moinhos est un village situé près d'Abrantes au centre du Portugal, dans le district de Santarém. Il est baigné par le Tage.